# Kolagenový receptor
Mezi kolagenové receptory patří integrinové receptory, některé receptory manosové rodiny, dále DDR receptory, glykoprotein VI a receptor Lair-1. Tyto receptory zajišťují kontakt buněk s extracelulární matrix (ECM). Podílejí se hlavně na řízení proliferace, migrace, adheze buněk, aktivaci koagulační kaskády a také zpětně ovlivňují strukturu ECM pomocí regulace aktivity MMP (matrix metalloproteináz).

## Konkrétní kolagenové receptory

### Integrinové – (α1β1,α2β1,α10β1aα11β1)
Integriny fungují obecně jako hlavní receptory savčích buněk, zajišťující kontakt s extracelulární matrix a dalšími extracelulárními ligandy (například fibrinogen, fibronektin, vitronectin, nebo imunoglobuliny) a buněčnými receptory ICAM, VCAM. Tyto receptory se skládají ze dvou transmembránových podjednotek α a β, které jsou spolu nekovalentně asociovány. β podjednotka integrinového receptoru může asociovat s více α podjednotkami, proto se používá dělení integrinů podle β podjednotky do 8 podskupin (β1- β8). Z integrinových receptorů vážou kolagen primárně integriny α1β1, α2β1, α10β1 a α11β1. Nejvíce rozšířené jsou α1β1 a α2β1. Integrin α1β1 převážně váže basální membránu (kolagen typu IV) a kolagen typu XIII. Tento receptor se vyskytuje převážně na mezenchymálních buňkách a mezi jeho funkce patří například proliferace fibroblastů. Integrin α2β1 je převážně exprimován na epiteliálních buňkách a krevních destičkách a primárně se váže na vláknitý kolagen a je hlavním regulátorem buněčné migrace. Integrin α10β1 je exprimován na chondrocytech a v srdeční svalovině a zajišťuje primárně vazbu kolagenu typu II. Integrin α11β1 je exprimován mezenchymálními buňkami v některých oblastech embria během jeho vývoje a v dospělosti také ve svalech: Přednostně váže vláknitý kolagen. K integrinovým receptorům schopným vázat kolagen by mohl podle výsledků (Garnotel R at al. 2000) patřit také integrin α10β2, který se vyskytuje na monocytech a váže kolagen typu I.

### DDRs –DDR1, DDR2 (discoidin domen receptor)
Discoidin doménové receptory tvoří podskupinu tyrosin-kinázových receptorů. Fungují jako receptory různých typů kolagenu, velmi dobře rozeznávají řadu fibrilárních kolagenů a jsou schopné vázat i některé nefibrilární kolageny. Nicméně nativní konformace kolagenu je podmínkou k vazbě na receptory, denaturovaný kolagen není vázán. DDRs jsou široce exprimovány již během vývoje a hladina jejich exprese je vysoká i v dospělosti. DDR1 je převážně exprimován u epiteliálních buněk a u leukocytů a míra jeho exprese se mění podle fáze buněčného cyklu. Oproti tomu DDR2 je specifický pro mezenchymální buňky. Oba druhy DDR se podílí na adhezi buněk, jejich migraci a proliferaci. Také působí na dynamiku ECM pomocí metaloproteináz, čímž mimo jiné řídí některé vývojové procesy. DDR 1 váže primárně kolagen typu IV, ale in vitro je potvrzená vazba i na kolagen typu I, VI a VIII. DDR2 váže přednostně kolagen typu I, kolagen typu II a kolagen typu III a pak také kolagen typu X. K aktivaci receptoru dochází při navázání kolagenu do preformovaných DDR dimerů na buněčné membráně, při navázání kolagenu nejspíše dojde ke konformační změně molekul, která zapříčiní rotaci cytosolických kináz k sobě a jejich následnou autofosforylaci. Přesný způsob aktivace receptorů je ale zatím neznámý. Na rozdíl od ostatních tyrosinkinázových receptorů, dojde k maximální aktivaci receptorů až 18 hodin po stimulaci kolagenem.

### Glykoprotein VI(GPVI)
Receptor GPVI patří mezi glykoproteiny imunoglobulinové rodiny. Je složen ze dvou extramembránových imunoglobulinových domén, které jsou připojeny na extracelulární glykosylovaný mucin a dohromady tvoří stopku. Dále je receptor tvořen transmembránovým helixem s krátkou cytoplazmatickou doménou. S transmembránovou doménou je asociován FcRγ řetězec s ITAM (immunoreceptor tyrosin-based activation motif) doménou. Krátká cytoplazmatická doména interaguje s kalmodulinem a Src kinázami Lyn a Fyn. A právě tyto Src kinázy fosforylují tyrosin v ITAM doméně a dále aktivují signalizační kaskádu. Glykoprotein VI patří mezi kolagenové receptory, které jsou primárně exprimovány na povrchu krevních destiček. Spolu s integrinovým receptorem α2β1 zajišťují aktivaci koagulační kaskády při poškození cévy. Při poškození cévy dojde k odkrytí endoteliálního kolagenu a jeho navázání na GPVI receptor krevních destiček. Tato interakce aktivuje signální kaskádu vedoucí k uvolnění koagulačních faktorů. Jako ligandy jsou především vázány fibrilární kolagen typu I a III. Denaturované nebo rozpustné formy kolagenu se na GPVI receptor nevážou.

### Lair-1(Leukocyte-associated IG-like receptor)
Lair-1 funguje jako inhibiční signál pro různé buňky imunitního systému. Lair-1 se skládá z Ig domény, transmembránového helixu a krátké cytoplazmatické domény, obsahující dva inhibiční motivy (ITIMs), které mohou při aktivaci blokovat tyrosinovou doménu. Ligandem Lair-1 receptoru je transmembránový kolagen typu XVII, dále také váže kolageny typu I a III. Vazba kolagenu inhibuje funkci Lair-1.

### Manosové receptory
Zajišťují příjem extracelulárních ligandů. Do rodiny manosových receptorů patří manosový receptor, M-fosfolipázový A2 receptor(PLA2R), DEC-205 a Endo 180. Mají společnou extracelulární doménu, která se skládá z N-terminální domény bohaté na cystein, F2 fibronektinové domény typu II a několika C-lektinových domén. Z této manosové rodiny je kolagen specificky vázán manosovým receptorem, M-fosfolipázovým A2 receptorem a receptorem Endo180. Za vazbu kolagenu, ale i denaturovaného kolagenu (želatiny) na manosové receptory je odpovědná F2 doména, a v menší míře také část C-terminální domény (aa zbytky 1000-1453), která váže triplehelix kolagenu I. Byla pozorována u populací fibroblastů s nefunkčním Endo180 receptorem neschopnost internalizovat kolagen a dále snížená schopnost adheze a tím způsobená zvýšená migrace v kolagenní matrix. Přesný princip vazby kolagenu na manosové receptory je zatím neznámý. Receptor Endo180 je exprimován na fibroblastech, endoteliálních buňkách a makrofázích.